# Última ossa d'Ordino
L'Última ossa d'Ordino, o bé ball de l'ossa o festa de l'Ossa d'Ordino, és una representació popular de teatre i dansa entorn la cacera d'una ossa que es fa a la parròquia d'Ordino, Andorra, a la primera setmana de desembre.
Històricament la festa es duia a terme per Carnaval, igual com la resta dels balls de l'ossa que es realitzaven en diverses parròquies del Principat. A la primera meitat del segle xx la tradició va decaure i els balls de l'ossa var desaparéixer. A Ordino, l'Última ossa es va recuperar el 1985 i actualment, juntament amb el ball de l'ossa d'Encamp que se celebra el dilluns de Carnaval, són les úniques manifestacions que perviuen d'aquesta tradició ancestral andorrana.
Les festes de l'ossa d'Andorra són considerades una farsa teatral, és a dir, una representació en forma de comèdia d'un sol acte. En aquesta festa fan aparició una varietat de personatges típics de la vida rural andorrana del segle passat i la cacera de l'animal es presenta com un pretext per escenificar les trifulques en les que aquests es veuen inmersos. En la celebració de l'Última ossa d'Ordino hi participen diversos personatges. Els principals són el senyoret del poble, els homes rics, les senyores visitants i els homes humils, que creen un malentès que s'aclarirà quan tots s'uneixin per a la matança de l'ossa. Per a la disfressa de l'Última ossa d'Ordino, a més de pells de corders s'empra una mascara centenària, que és un cap d'os dissecat que ha passat de generació en generació.
Les festes de l'ossa d'Ordino i d'Encamp fan part de l'Inventari general del patrimoni cultural del Govern d'Andorra com a béns immaterials, i se'n tramitat l'inclusió en el patrimoni cultural immaterial de la humanitat de la UNESCO.

## Història

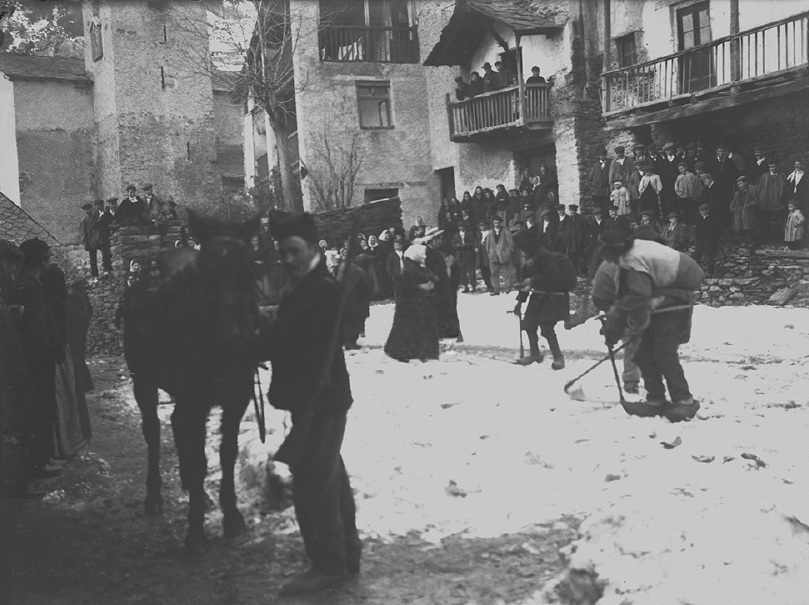
Ball de l'Ossa durant el carnaval a la plaça d'Ordino. 1902-1910. Fotografia: Guillem de Plandolit

Als Pirineus Centrals, l'os bru era anomenat col·loquialment com «l'ossa», «la Senyora» o «la Peluda». A Andorra, «l'ossa» va ser una figura molt estesa i important en les festes carnavalesques de les parròquies. És probable que les festes de l'ossa s'originessin a l'edat mitjana, donat que en aquella època el culte als ossos estava estès pels pobles dels Pirineus. La primera referència escrita sobre aquestes celebracions la trobem al llibre Relació sobre la Vall de Andorra (1838) del frare Tomàs Junoy i Arraut. Aquí ja es parla dels personatges que formen part de la farsa (dallaires, criades, senyors, caçadors i l'ossa) i del ball posterior.
L'Arxiu Nacional té nombrosos documents i testimonis orals que parlen de les Festes de l'ossa a diferents indrets: Encamp, Ordino, Canillo, la Cortinada (Ordino), les Escaldes, Andorra la Vella o Sispony. Guillem d'Areny-Plandolit feu una fotografia a principis del segle xx del ball de l'ossa que es feia a la plaça d'Ordino, escena on apareixen diversos personatges com els dallaires, el senyor i la senyora i el caçador amb el cavall. Entre Sant Esteve i Carnaval se solien celebrar el ball a totes les parròquies, «justament quan l'óssa hibernava, perquè diu la tradició que l'animal dorm entre Nadal i la Candelera, el 2 de febrer»
Als anys 1920, la forta emigració per motius econòmics de joves andorrans, que eren els que portaven el pes de la tradició, cap al sud de França provocà la decadència i desaparició de les festes de l'ossa a pràcticament totes el Principat. A Ordino la farsa es va recuperar el 1985. A mitjan anys 1990 va tornar a deixar de representar-se, situació que es perllongà durant 25 anys, fins que el 2017 es va recuperar de nou la festa, que des d'aleshores es representa a la primera setmana de desembre.
A Ordino, la tradició era que la persona que es disfressava d'os s'enfundava la pell del cap d'un os de veritat. En els anys posteriors a la represa del 2017 es manté la tradició i s'empra la mateixa mascara, que és un cap d'os dissecat centenari. Després que el personatge de l'ossa és mort, la minyona és l'encarregada de puar la sang de l'animal (aigua amb granadina) i de compartir la victòria amb el públic que assisteix a la representació. La festa s'acaba amb un ball col·lectiu de cançons populars, amb l'ossa inclosa.
Originàriament, l'Última ossa d'Ordino es duia a terme per Carnaval a la plaça del poble, tot just davant de l'església de Sant Corneli i Sant Cebrià. Després d'anys d'altibaixos, va passar a celebrar-se per la diada de Sant Esteve als jardins d'Areny-Plandolit. Actualment es realitza durant la primera setmana de desembre, en el marc de la fira de Nadal. El desembre del 2020, tot i la pandèmia de la COVID-19 es va poder representar. Tanmateix, es va haver de canviar l'emplaçament preventivament i es va ajornar la funció uns dies per no coincidir amb els tres dies de dol nacional decretats per la mort de l'excopríncep d'Andorra Valéry Giscard d'Estaing.